# Bailee Madison

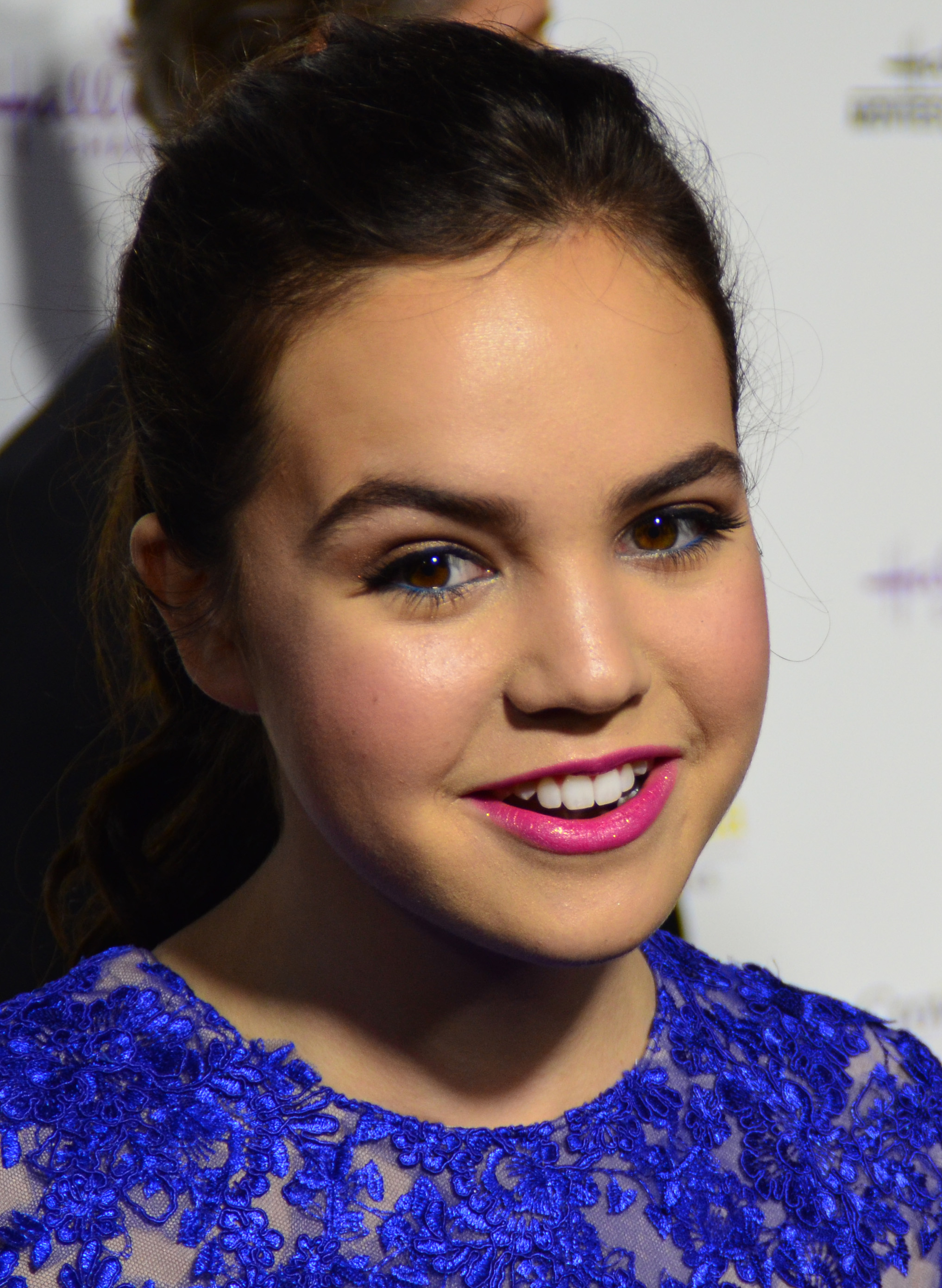
Bailee Madison (2015)

Bailee Madison (ur. 15 października 1999 w Fort Lauderdale) – amerykańska aktorka.

## Życiorys
Pierwszy film, w którym zagrała to Samotne serca. Wcieliła się w nim w rolę Rainelle, dziewczynki będącej w samym środku zbrodniczego świata. Wystąpiła tam u boku Salmy Hayek i Johna Travolty. Bailee wcieliła się także w rolę May Belle Aarons, siostry Jessa Aaronsa, bohatera kreowanego przez Josha Hutchersona w filmie Most do Terabithii. Aktorka pojawiła się także w niezależnym filmie Look, jako Megan, dziewczyna śledzona i obserwowana przez porywacza. Bailee Madison można też zobaczyć w filmie wyprodukowanym przez amerykańską stację Nickelodeon, Ostatni dzień lata.
Aktorka rozpoczęła swoją karierę już w wieku dwóch tygodni, wzięła udział w reklamie firmy Office Depot. Od tego czasu wystąpiła także w kilku innych reklamach dużych przedsiębiorstw – Seaworldu, Disneya, Cadillaca. W 2018 roku zagrała Kinsey w horrorze Nieznajomi: Ofiarowanie (The Strangers: Prey at Night).

### Nagrody
Bailee Madison 30 marca 2008 roku została laureatką nagrody dla młodego aktora, w kategorii do 10 roku życia, za rolę w filmie Most do Terabithii.

## Filmografia
| Rok       | Tytuł                                | Rola                | Uwagi            |
| --------- | ------------------------------------ | ------------------- | ---------------- |
| 2006      | Samotne serca                        | Rainelle            |                  |
| 2007      | CSI: Kryminalne zagadki Nowego Jorku | Rose Duncan         | serial TV        |
| 2007      | Dr House                             | Lucy                | serial TV        |
| 2007      | Judy's Got a Gun                     | Brenna Lemen        | serial TV        |
| 2007      | Nieidealna                           | młoda Addie Singer  | serial TV        |
| 2007      | Cory w Białym Domu                   | Maya                | serial TV        |
| 2007      | Most do Terabithii                   | May Belle Aarons    |                  |
| 2007      | Saving Sarah Cain                    | Hannah              |                  |
| 2007      | Ostatni dzień lata                   | Maxine              |                  |
| 2007      | Look                                 | Megan               |                  |
| 2008      | Terminator: Kroniki Sary Connor      | mała dziewczynka    | serial TV        |
| 2008      | W krainie czarów                     | Olivia              |                  |
| 2008      | Wesołych świąt – Drake i Josh        | Mary Alice          | serial TV        |
| 2009      | Bracia                               | Isabelle            |                  |
| 2009      | An Invisible Sign of My Own          | młoda Mona Gray     |                  |
| 2009      | Conviction                           | młoda Betty Anne    |                  |
| 2010      | Listy do Pana Boga                   | Samantha Perryfield |                  |
| 2010      | Nie bój się ciemności                | Sally Hurst         |                  |
| 2011      | Czarodzieje z Waverly Place          | Maxine              | serial, 6 odc.   |
| 2011      | Żona na niby                         | Maggie              |                  |
| 2011      | Chase                                | Zoe                 | serial, 1 odc.   |
| 2011      | Powers                               | Calista             | pilot serialu    |
| 2012      | Anioły i kowbojki                    | Ida Clayton         |                  |
| 2012      | Wspólna chata                        | Harper Simmons      |                  |
| 2013–2014 | Żona na pokaz                        | Hillary Harrison    | serial, 21 odc.  |
| 2014–2016 | The Fosters                          | Sophia Quinn        | serial, 11 odc.  |
| 2015–2019 | Good Witch                           | Grace Russell       | serial, gł. rola |
| 2018      | Nieznajomi: Ofiarowanie              | Kinsey              |                  |
| 2019      | Love & Debt                          | Melissa Warner      |                  |
| 2020      | Tydzień życia                        | Avery               |                  |
| 2022      | Play Dead                            | Chloe Albright      |                  |